# Judo ai VI Giochi del Mediterraneo
La seguente pagina illustra i risultati del judo ai VI Giochi del Mediterraneo. Va tenuto presente che in tale edizione si sono disputate solo gare maschili.

## Podi

### Uomini
| Evento       | Oro                  | Argento              | Bronzo                 |
| fino a 63 kg | Giuseppe Vismara     | Stanko Topolconik    | Ali Demir              |
| fino a 70 kg | Alfredo Vismara      | Süheyl Yeşilnur      | Fernando Murillo Perez |
| fino a 80 kg | Slobodan Kraljevik   | Atonio Melian Coruna | Namık Ekin             |
| fino a 93 kg | Goran Zuvela         | Kamil Korucu         | Ali Soumer             |
| oltre 100 kg | Santiago Ojeda Paraz | Pavle Baljetic       | M. Ali Berber          |

## Medagliere
| Posizione | Paese      |   |   |   | Totale |
| --------- | ---------- | - | - | - | ------ |
| 1         | Jugoslavia | 2 | 2 | 0 | 4      |
| 2         | Italia     | 2 | 0 | 0 | 2      |
| 3         | Spagna     | 1 | 1 | 1 | 3      |
| 4         | Turchia    | 0 | 2 | 3 | 5      |
| 5         | Tunisia    | 0 | 0 | 1 | 1      |
| Totale    | Totale     | 5 | 5 | 5 | 15     |